# Lance Guest
Pour les articles homonymes, voir Guest.
Lance Guest est un acteur américain né le 21 juillet 1960 à Saratoga en Californie (États-Unis).

## Filmographie

### Cinéma
- 1981 : Halloween 2 de Rick Rosenthal : Jimmy Lloyd
- 1982 : I Ought to Be in Pictures (en) d'Herbert Ross : Gordon
- 1984 : Starfighter (The Last Starfighter) de Nick Castle : Alex Rogan / Beta Alex
- 1984 : Une fille à aimer (Just the Way You Are) d'Édouard Molinaro : Jack, l'homme de service d'accueil téléphonique
- 1985 : Waiting to Act de John Putch : Body Snatcher guy
- 1987 : Les Dents de la mer 4 - La revanche (Jaws: The Revenge) de Joseph Sargent : Michael Brody
- 1988 : The Wizard of Loneliness (en) de Jenny Bowen (en) : John T.
- 1997 : Plan Bde Gary Leva : Jack Sadler
- 2001 : Mach 2 (en) de Fred Olen Ray : Keith Dorman
- 2007 : Shadowbox de William Dickerson (court-métrage) : Morell - Shadow Man
- 2008 : The Least of These de Nathan Scoggins : Mark Roberts
- 2009 : 21 and a Wake-Up (en) de Chris McIntyre : Dr Oscar Kimber
- 2014 : Late Phases (en) d'Adrián García Bogliano : James Griffin
- 2016 : No One Ever Said de Jane Stephens Rosenthal (court-métrage) : Man
- 2019 : The Get Together de Caitlin Dahl (court-métrage) : Charlie
- 2020 : Ill Wind de Roman Medjanov (court-métrage) : Just a hunter
- 2021 : Hideaway de Jane Stephens Rosenthal (court-métrage) : Mike
- 2021 : Traces de Matthew Currie Holmes : Nelson

### Télévision
- 1981 : Why Us? (TV) : Hugh Whitaker
- 1981 : Please Don't Hit Me, Mom (TV) : Michael Reynolds
- 1982 : Between Two Loves (TV)
- 1983 : One Too Many (TV) : Tim
- 1983 : Confessions of a Married Man (TV) : Arthur
- 1985 : Une chambre pour deux (The Roommate) (TV) : Orson Ziegler
- 1985 : My Father, My Rival (TV) : Scott
- 1988 : Favorite Son (en) (feuilleton TV) : David Ross
- 1991 : Côte ouest (Knots Landing) (série TV) : Steve Brewer
- 1993 : Hart to Hart: Hart to Hart Returns (TV) : Peter McDowell
- 1995 : X-Files (série TV, épisode Parole de singe) : Kyle Lang
- 2000 : Ma sœur est une extraterrestre (en) (Stepsister from the Planet Weird) (TV) : Cosmo Cola
- 2001 : The Jennie Project (en) (TV) : Hugo Archibald
- 2001 : Bitter Winter (TV)
- 2001 : JAG (série TV) (2 épisodes): Cmdr. Stacy Loftness
- 2004 : New York Police Blues (série TV) (1 épisode): Mercy Hawks
- 2006 : Dr House (série TV) (1 épisode): Lewis Bardach
- 2007 : Alibi (TV): Peterson
- 2008 : Jericho (série TV) (1 épisode): Alex Utley
- 2008 : Les Ailes de la terreur (en) (Flu Bird Horror) (TV): Garrett
- 2010 : Late Night with David Letterman (série TV) (1 épisode): Johnny Cash
- 2010 : Late Night with Jimmy Fallon (série TV) (1 épisode): Johnny Cash